# Loch Ettrick
Le loch Ettrick est un plan d'eau situé près de Thornhill et Ae, dans la région de Dumfries and Galloway, dans les Southern Uplands d'Écosse.